# 色布腾
色布腾（？—1667年），博尔济吉特氏，蒙古巴林部人，巴林右旗扎萨克多罗郡王，清初将领。他是成吉思汗二十一世孙，色特尔之子。
崇德五年（1640年），色布腾朝觐皇太极。次年春，又朝贡貂皮、驼马。崇德八年（1643年），领兵征锦州、松山凯旋。顺治元年（1644年），跟随都统巴哈纳等定山东。顺治三年（1646年），跟随豫亲王多铎追击苏尼特部腾机思，击败喀尔喀土谢图汗、车臣汗的援兵。顺治五年（1648年），封为扎萨克辅国公。同年，娶皇太极之女固伦淑慧公主为妻，授固伦额驸。顺治七年（1650年），又追叙其父色特尔归附清廷之功，晋封为多罗郡王，诏世袭罔替。
色布腾与固伦淑慧公主生有三子，分别为鄂齐尔、格勒尔图、纳木扎。鄂齐尔袭其多罗郡王爵位。